# Избирательный бюллетень

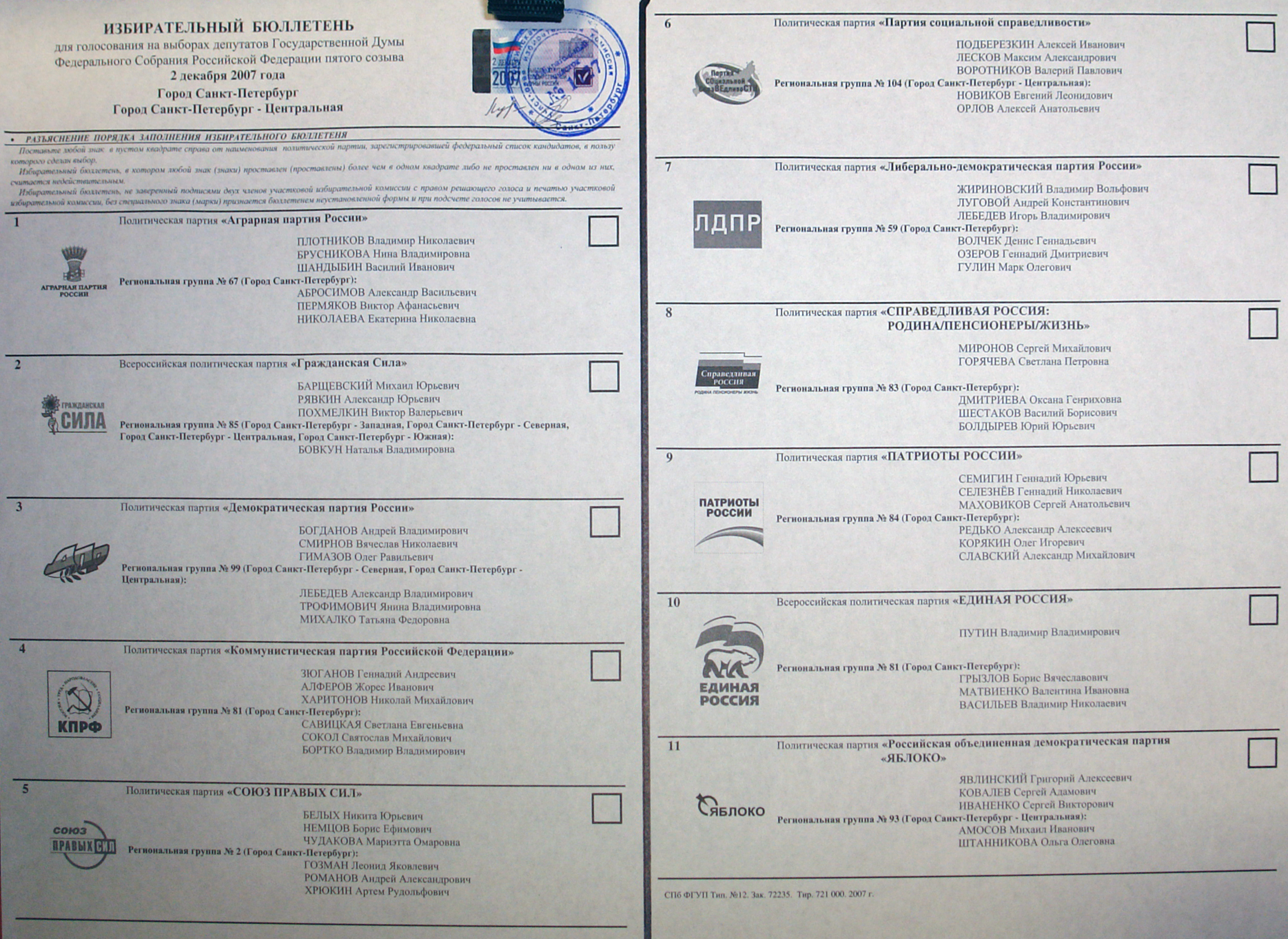
Избирательный бюллетень на выборах в Государственную Думу Российской Федерации 2 декабря 2007 года.

Избира́тельный бюллете́нь (итал. ballotta — малый шар для голосования) — документ конституционной важности, удостоверяющий голос избирателя (выборщика).
Избирательный бюллетень является бумажным листом, используемым на выборах и содержащим списки кандидатов на какую-либо выборную должность либо политических партий. При анализе знаков в этом документе избирательная комиссия выносит вердикт о предпочтении того или иного кандидата (партии) проголосовавшим бюллетенем избирателем. Бюллетень не является агитационным материалом.

## Виды и применение избирательного бюллетеня
Избирательный бюллетень — это средство выражения избирателем своего выбора (предпочтения) в отношении того или иного кандидата/партии на выборах. Одному избирателю предназначен один бюллетень, но не всегда только один голос (например, если на выборах в орган власти по одному избирательному округу распределяется несколько мандатов, избиратель может поставить от одной отметки в квадратах до того количества, равного количеству распределяемых мандатов в округе).

Бюллетень может быть нескольких видов: бумажный и электронный. Электронный бюллетень, согласно, к примеру, российскому законодательству, является «бюллетенем, подготовленным программно-техническими средствами в электронном виде, применяемым при проведении электронного голосования». Электронное голосование — это «голосование без использования бюллетеня, изготовленного на бумажном носителе, с использованием комплекса средств автоматизации ГАС „Выборы“». Комплексы средств автоматизации ГАС, в свою очередь, это комплекс для электронного голосования, «предназначенный для проведения электронного голосования, автоматизированного подсчёта голосов избирателей, участников референдума, установления итогов голосования и составления протокола участковой комиссии об итогах голосования». При этом чётко не уточняется, что подразумевается за программно-техническими средствами, которыми производится электронный бюллетень.

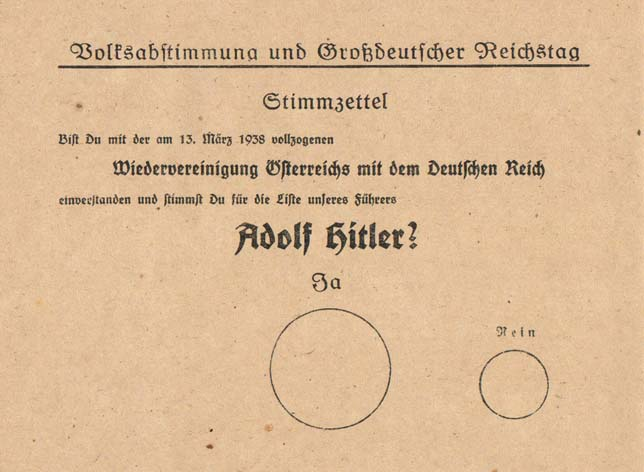
Немецкий бюллетень на выборах 1938 г.

## Дизайн бюллетеня

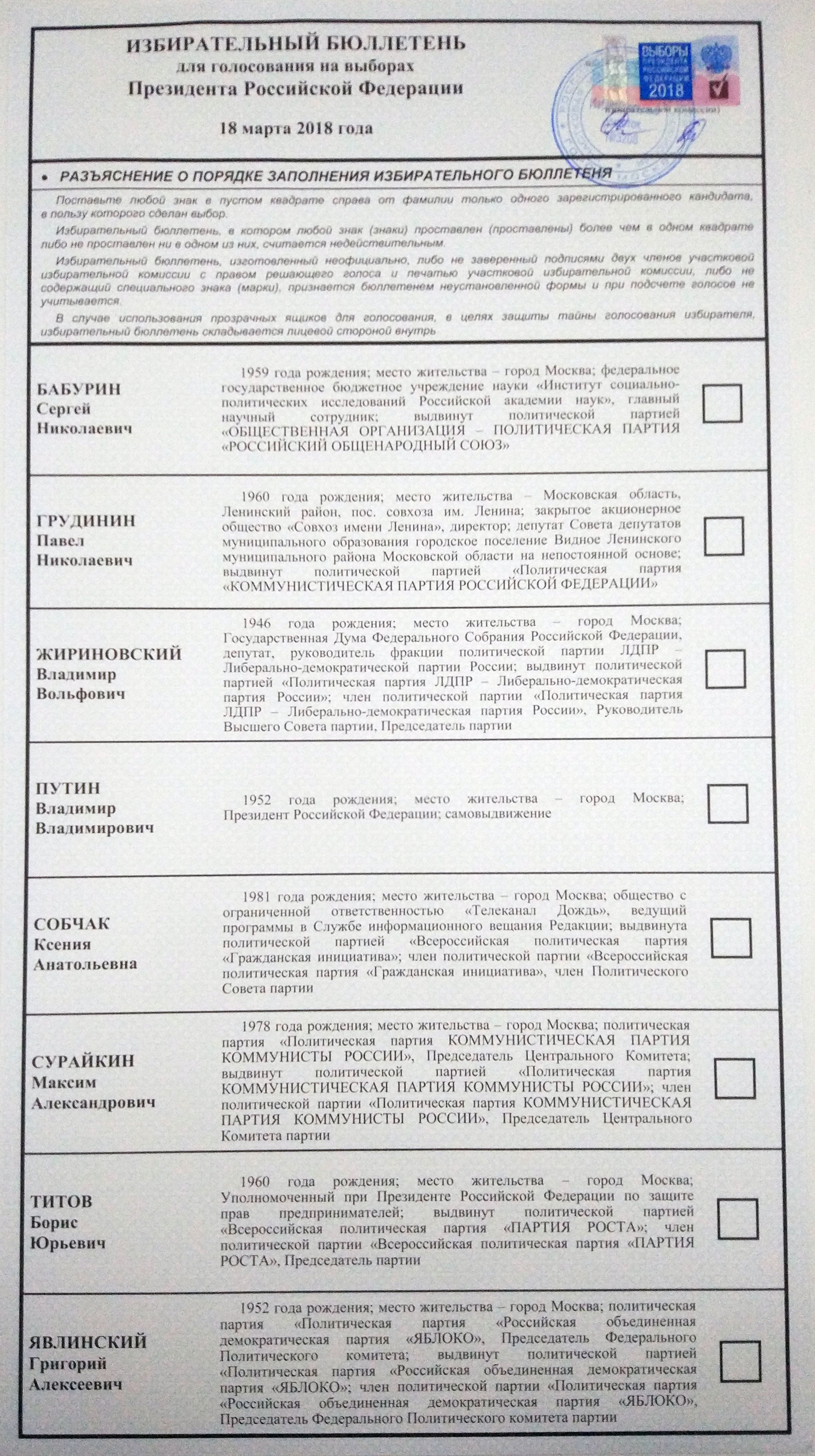
Избирательный бюллетень на выборах Президента России 18 марта 2018 года

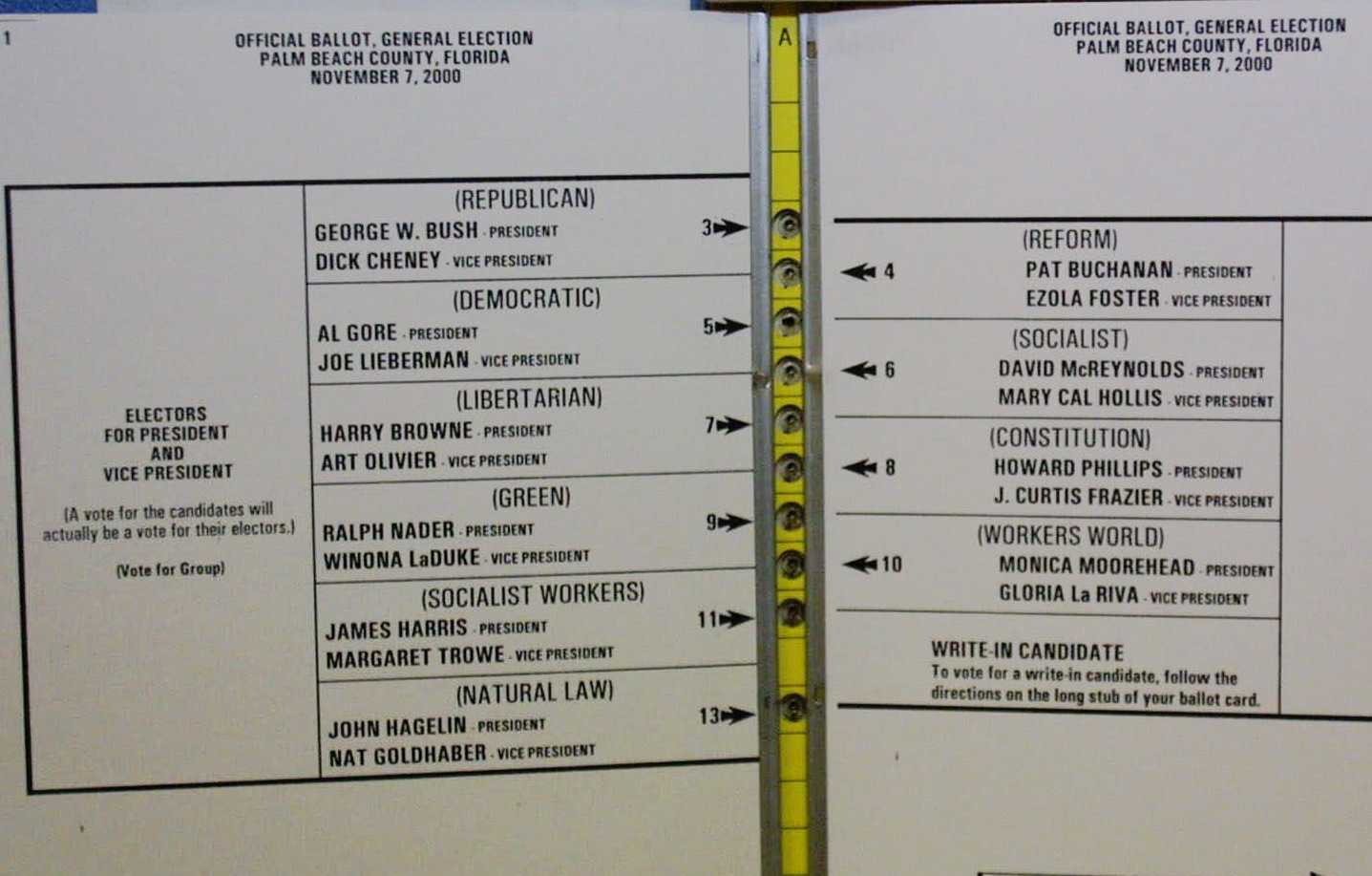
«Butterfly ballot», США, 2000 г.

Считается[кем?], что дизайн бюллетеня может влиять на итоги выборов, если графа с одним вариантом ответа или кандидатом отличается от остальных. Наиболее яркий пример — избирательный бюллетень на выборах в Германии в 1938 году, где графа «за» была значительно больше графы «против».
Дизайн бюллетеня на выборах президента Российской Федерации 2018 года также подвергся критике: у семи из восьми кандидатов поля с биографией были густо заполнены текстом, из-за чего содержавшая гораздо меньше информации графа действующего президента Российской Федерации Владимира Путина визуально выделялась.
Неудачный дизайн избирательного бюллетеня может привести к тому, что люди могут проголосовать не за желаемого кандидата. Такое произошло на президентских выборах США в 2000 году. Широкую известность получила так называемая проблема butterfly ballots (бюллетени бабочкой) в округе Палм-Бич (Palm Beach). Суть её была в следующем: на фотографии видно, что имя Альберта Гора расположено вторым слева и стрелка показывает на третье отверстие для голосования за него, в то время как имя Патрика Бьюконнена расположено в колонке справа и стрелка показывает на второе отверстие. Демократы утверждали, что многие сторонники Гора в округе Палм-Бич спутали отверстия и пробивали второе отверстие вместо третьего, чем объясняется неожиданно высокое количество голосов, полученное Бьюконненом.

## Порядок постановки кандидатов на листе
Расположение пунктов в бюллетенях влияет на вероятность выбора человека (например, расположенный на первой позиции кандидат может получить несколько дополнительных процентов голосов избирателей). Для предотвращения этого эффекта пытаются использовать случайное расположение. Было показано, что при использовании сортировки по алфавиту, особенно в региональных выборах со множеством малоизвестных кандидатов, более высокие шансы имеют кандидаты, стоящие выше в списке.

## Статус бюллетеня в России и последствия выноса его с участка
Иногда — в том числе на президентских и парламентских выборах в России — некоторые избиратели выносят полученные ими бюллетени с избирательных участков под предлогом, например, того, что достойного, на взгляд избирателя, кандидата на выборах нет, а за бюллетень они поставили свою подпись в листах учёта и с этого момента обладают им.
Чёткой формулировки запрета в законодательстве на вынос бюллетеня нет. Использование бюллетеня регламентирует Федеральный закон России «Об основных гарантиях избирательных прав и права на участие в референдуме граждан Российской Федерации». Порядок голосования бюллетенем описан в главе 9 «Гарантии прав граждан при организации и осуществлении голосования <…>». В статьях главы (63 и 64) федерального закона об обязанности гражданина опускать бюллетень в урну нет ни слова.
По мнению бывшего председателя ЦИК России В. Е. Чурова, формально избирательный бюллетень, подготовленный к тем или иным выборам — это государственная собственность, однако «прямого запрета на вынос бюллетеня с территории участка нет, но есть прямой запрет на манипуляции с бюллетенями вне территории участка — карусели, вбросы и так далее».
На сайте ЦИК России, в справочной информации, есть ответ на вопрос права избирателя на вынос бюллетеня с участка. В нём говорится:

Ответственность за вынос избирателем из помещения участковой избирательной комиссии в день голосования избирательного бюллетеня, полученного для голосования, не предусматривается федеральным законодательством. Таким образом, указанное действие не является правонарушением, в отличие от кражи избирательных бюллетеней, которую можно рассматривать как покушение на совершение преступления, предусмотренного ст. 141 УК РФ (воспрепятствование осуществлению избирательных прав или работе избирательных комиссий).
Между тем, УК РФ содержит ст. 325, предусматривающую уголовную ответственность за похищение, уничтожение, повреждение или сокрытие официальных документов, совершенные из корыстной или иной личной заинтересованности. На вопрос о том, подпадает ли под признаки указанного состава преступления вынос избирателем бюллетеня, нельзя ответить однозначно без рассмотрения конкретной ситуации, например, выяснения, понятий «официальный документ», "личная заинтересованность.

С целью предотвращения дальнейших нарушений с использованием вынесенного бюллетеня можно предложить следующее. Если комиссия зафиксировала попытку избирателя вынести избирательный бюллетень, то членам комиссии следует разъяснить предназначение избирательного бюллетеня и предложить избирателю проголосовать. Иные действия комиссии по пресечению выноса бюллетеня могут быть квалифицированы как незаконные.— 

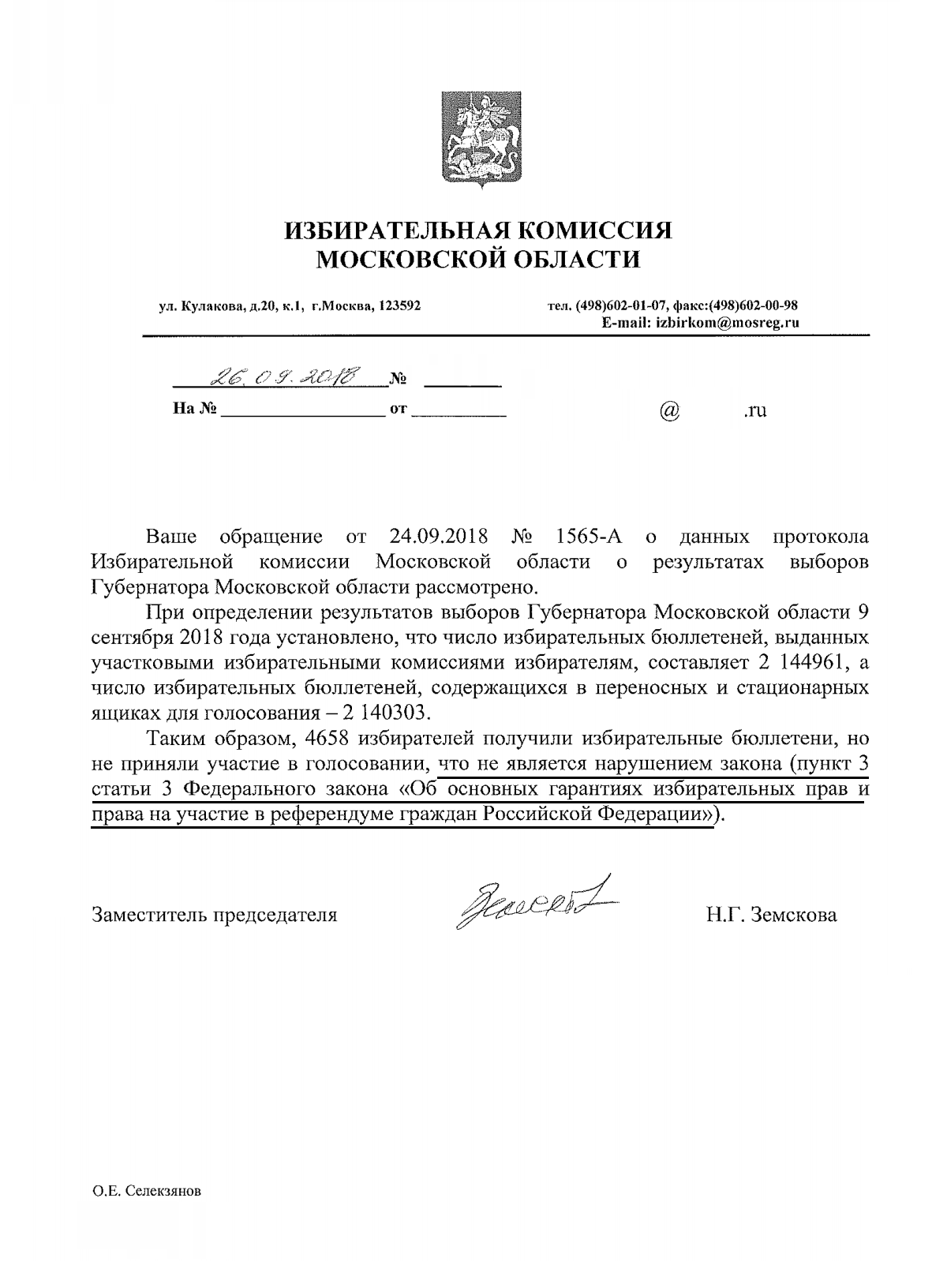
Ответ Московской областной избирательной комиссии об избирательных бюллетенях, не найденных при подсчёте результатов выборах губернатора Московской области 9 сентября 2018 года

Избирательная комиссия Московской области обозначила, что факт того, что избиратель получил избирательный бюллетень, но впоследствии этот бюллетень в числе прочих не был найден в стационарном/переносном ящике для голосования (то есть это значит, что, как правило, избиратель вынес его с избирательного участка) и количественная разница между выданными и найденными избирательными бюллетенями доказуема, не является нарушением ФЗ «Об основных гарантиях избирательных прав и права на участие в референдуме граждан Российской Федерации» (см. фото).
В то же время, члены участковой комиссии и наблюдатели, как правило, стараются пресекать попытки выноса бюллетеня с участка, нередко они не выпускают избирателя с участка, пока тот не опустит бюллетень в урну. Граждан, оперирующих юридическими знаниями на эту тему, члены УИК и наблюдатели нередко отпускают с бюллетенем, однако и часты случаи, когда члены УИК буквально принуждают, а не предлагают, как рекомендует ЦИК России, избирателя опустить бюллетень в урну.
На президентских выборах 2018 года в России избиратели унесли с собой (точнее, получили, но не опустили в ящики) 50584 бюллетеня. Однако сведения в протоколах об унесенных бюллетенях очень часто бывают недостоверными. Некоторые граждане на различных избирательных кампаниях федерального уровня проводили эксперимент: выносили бюллетень с избирательного участка, а после размещения итогов голосования в ГАС «Выборы» проверяли наличие разницы между числом выданных избирателям бюллетеней и числом бюллетеней, обнаруженных в ящиках для голосования; совпадение этих показателей при наличии вынесенного бюллетеня наглядно демонстрировало, что протокол не отражает реальных итогов голосования на участке. Следует также упомянуть о распространенном заблуждении, согласно которому унесенные бюллетени должны явно отражаться в графе протокола «Утраченные бюллетени», однако этот показатель отражает исключительно те бюллетени, которые были утрачены участковой комиссией до выдачи бюллетеней избирателям.

## Недействительный бюллетень

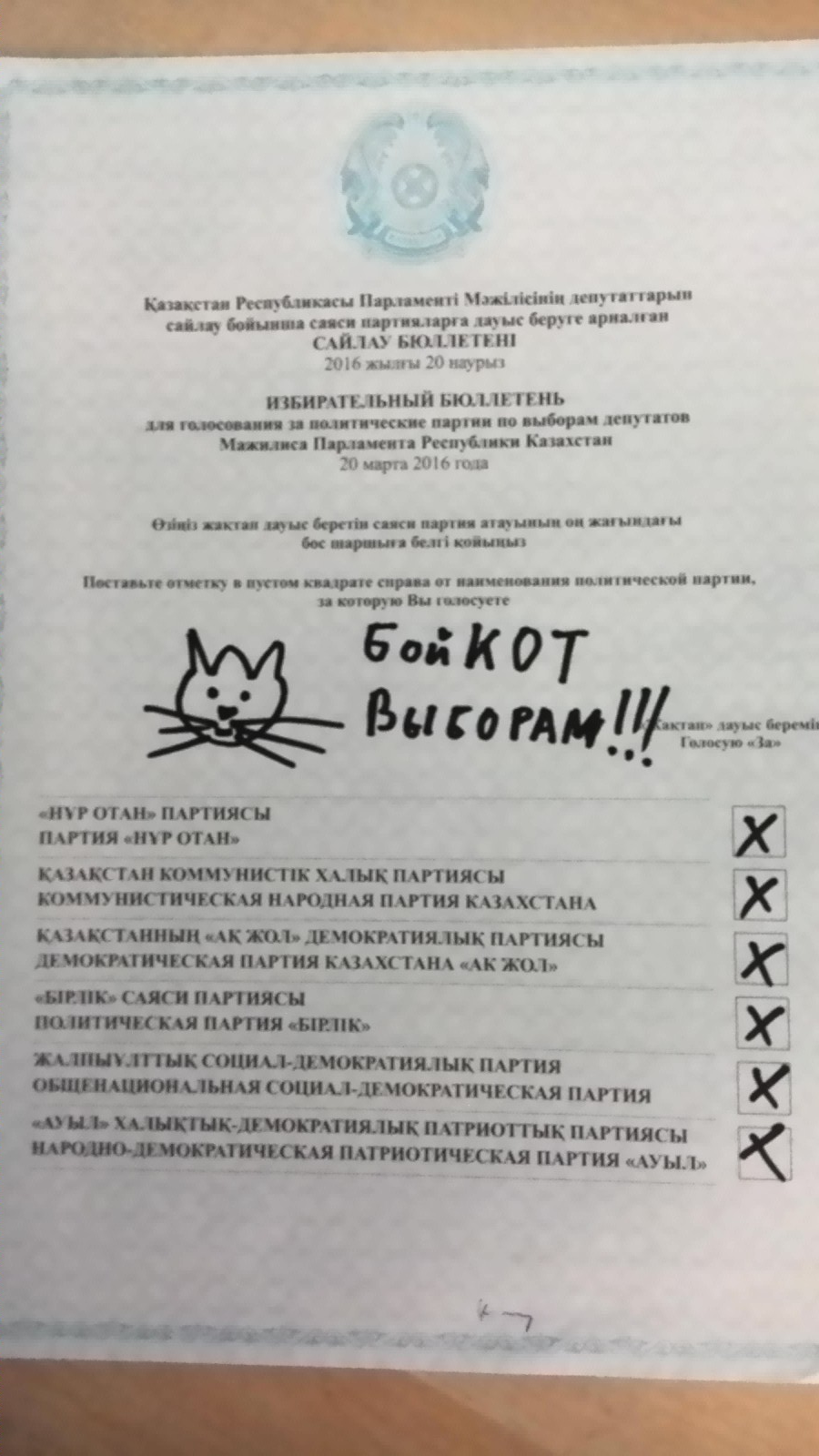
Недействительный бюллетень на парламентских выборах Казахстана в 2016 году: переголосование (выбрано более одного варианта).

Недействительный бюллетень (не путать с испорченным бюллетенем).
Согласно п. 16 статьи 73 Закона о выборах Президента России

… Недействительными считаются избирательные бюллетени, которые не содержат отметок в квадратах, расположенных справа от сведений о зарегистрированных кандидатах, от позиции «За» или «Против» (в случае, предусмотренном пунктом 5.1 статьи 67 настоящего Федерального закона), или в которых знак (знаки) проставлен (проставлены) более чем в одном квадрате. …
Согласно п. 3 ст. 76 Закона о выборах Президента России

… Избранным считается зарегистрированный кандидат, который получил более половины голосов избирателей, принявших участие в голосовании. Число избирателей, принявших участие в голосовании, определяется по числу избирательных бюллетеней установленной формы, обнаруженных в ящиках для голосования …
Следует различать понятия «Бюллетень неустановленной формы» и «Недействительный бюллетень».
Бюллетень установленной формы может быть как действительным, так и недействительным.

### Виды недействительных бюллетеней (не путать с испорченным)
Виды недействительных бюллетеней включают:
- незаполнение обязательных секций бюллетеня (отсутствие отметок в квадратах)[14];
- выбор повышенного числа вариантов, например, более одного голоса, если распределяется один мандат (например депутата)[14];
- физическая деформация бюллетеней, особенно подсчитываемых автоматически;
- бюллетени из переносного ящика для голосования, в случае, если их количество после вскрытия ящика превышает количество заявлений (признаются недействительными по акту комиссии)[15].

## Интересные факты
- Если в бюллетене нет графы «против всех», а избиратель не видит достойных предлагаемых кандидатур, то можно просто поставить более одной галочки — бюллетень считается недействительным, но не испорченным. Это, в отличие от порчи бюллетеня, избавляет от возможности замены его на новый, с целью фальсификации результатов.
- В Италии уничтожение чужого избирательного бюллетеня карается тюремным сроком от одного до шести лет[16].